# Fairchild F8

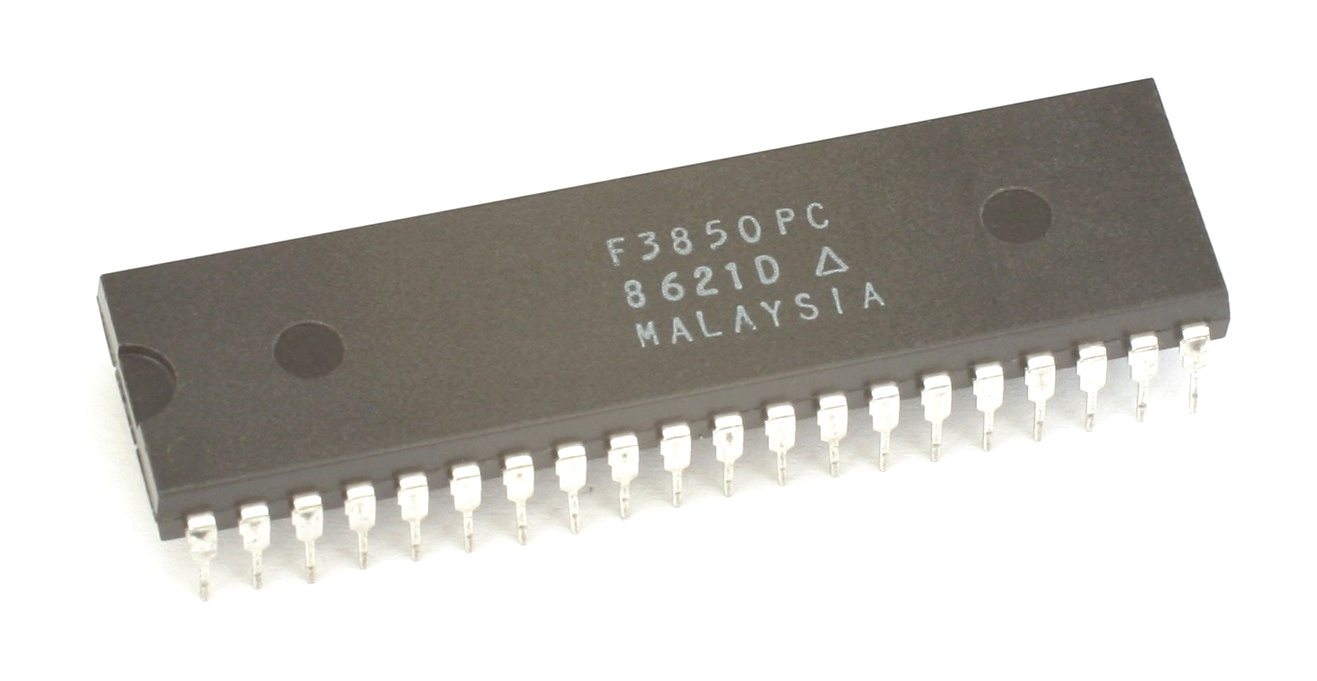
Microprocessador Fairchild F8 ou F3850

O Fairchild F8 (ou 3850) foi um microprocessador de 8 bits criado pela Fairchild Semiconductor. O processador não possuía barramento de endereços — os acessos à memória de programas e dados eram efetuados por unidades separadas, o que reduzia a quantidade de pinos da UCP e reduzia o custo de produção. Apresentava 64 registradores, acessados pelo registrador ISAR em blocos ("janelas de registro") de oito, o que significava que uma RAM externa não era nunca necessária para pequenos aplicativos. Adicionalmente, o processador de 2 chips (sendo o segundo uma ROM, como a 3851) não necessitava de CIs de apoio, enquanto outros precisavam de sete ou mais.
O uso do registrador ISAR permitia que uma subrotina fosse inserida sem ter de salvar vários registradores, acelerando a execução — apenas o ISAR era alterado. Registradores especiais de escopo eram armazenados no segundo bloco (registros 9-15), e os primeiros oito registradores eram acessados diretamente. O conceito de "janela" era útil, mas somente o registrador apontado pelo ISAR podia ser acessado— para acessar outros registradores, o ISAR tinha de ser incrementado ou decrementado através da janela. Em 1976, a Fairchild Semiconductor lançou a sua própria consola de vídeo jogos, a Channel F, que foi a primeira a usar um microprocessador. Robert Noyce trabalhou no projeto desse CPU Fairchild F8, antes de ter criado a sua própria empresa, a Intel.